# اولاد ادریس
اولاد ادریس (به عربی: أولاد إدریس) یک شهرداری در الجزایر است که در استان سوق اهراس واقع شده‌است.